# Paardenstaartaardvlo
De paardenstaartaardvlo (Hippuriphila modeeri) is een keversoort uit de familie bladkevers (Chrysomelidae), die tot de tribus Alticini behoort. De wetenschappelijke naam van de soort werd in 1761 gepubliceerd door Linnaeus. De soort komt van nature voor in het Palearctisch gebied en Canada.

## Beschrijving
De kever is 1,8-2,5 mm lang en donkerbruin tot zwartachtig of diepbrons. De punten van de dekschilden zijn geelbruin. De dekschilden zijn in rijen gepunkteerd. Het halsschild is verspreidt gepunkteerd. De poten zijn roodbruin met een donkerder dij. Dankzij een veermechanisme (de "metafemorale veer") in de sterk ontwikkelde dij van de achterste poten kunnen de kevers, typisch voor de meeste aardvlooien wegspringen bij gevaar.

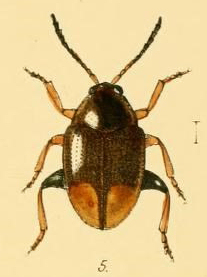
Kever

## Levenswijze
Er is één generatie per jaar. De kevers overwinteren onder mos en in graspollen. De kevers vreten van de bladeren en stengels. De larven vreten van de jonge stengels.

## Waardplanten
Waardplanten zijn heermoes, holpijp en lidrus.